# Chocamán
Chocamán es una localidad del estado mexicano de Veracruz. Es cabecera del municipio de Chocamán.

## Demografía
| Censo | Población |
| ----- | --------- |
| 1900  | 2 149     |
| 1910  | 1 938     |
| 1921  | 1 453     |
| 1930  | 2 066     |
| 1940  | 2 538     |
| 1950  | 3 717     |
| 1960  | 4 512     |
| 1970  | 5 114     |
| 1980  | 6 396     |
| 1990  | 7 753     |
| 1995  | 8 637     |
| 2000  | 9 080     |
| 2005  | 9 738     |
| 2010  | 10 727    |
| 2020  | 11 868    |